# Janne Wallengren
Hans Daniel Johan "Janne" Wallengren (som vetenskaplig författare känd som H.D.J. Wallengren), född den 8 juni 1823 i Lund, död den 25 oktober 1894 i Farhults församling, Malmöhus län, var en svensk präst och entomolog.
Wallengren blev student vid Lunds universitet 1842, prästvigdes 1847 och utnämndes 1864 till kyrkoherde i Farhult. Alltifrån unga år idkade han zoologiska, företrädesvis entomologiska, studier och ägnade sig först åt Skandinaviens fjärilar, över vilka han skrivit så banbrytande arbeten, att han kan anses som en av de första grundläggarna av den moderna systematiska lepidopterologin. Även de av Johan August Wahlberg från Sydafrika samt de under fregatten Eugenies världsomsegling 1861 insamlade fjärilarna blev beskrivna av honom. Under senare år ägnade han sig åt andra grupper, bland annat nattsländor (Phryganidæ), harkrankar (Tipulidæ) och rätvingesländor (Pseudoneuroptera).
År 1860 gifte han sig med Maria Magdalena Sjöström. Han var far till Hans Wallengren, morbror till Axel och Sigfrid Wallengren samt morfar till Sture Bolin.